# Stesichora obsolescens
Stesichora obsolescens är en fjärilsart som beskrevs av Warren. Stesichora obsolescens ingår i släktet Stesichora och familjen Uraniidae. Inga underarter finns listade i Catalogue of Life.